# Tamila Oleksiouk
Tamila Iaroslavivna Oleksiouk (en ukrainien : Таміла Ярославівна Олексюк), née le 23 janvier 1967 à Kryvyï Rih en URSS (aujourd'hui en Ukraine), est une ancienne handballeuse soviétique.
Avec l'URSS, elle est notamment double championne du monde en 1986 et 1990. Elle a également à son palmarès deux Championnats du monde junior, en 1985 et 1987. Elle totalise 226 sélections,
En club, elle a notamment évolué de 1983 à 1991 au Spartak Kiev, le meilleur club mondial de l'époque, avec lequel elle remporte quatre Coupes des clubs champions et cinq Championnats d'Union soviétique.
Forte de ses bons résultats, elle est nommée dans l'élection du meilleure handballeuse mondiale de l'année 1987.
En 1991, elle s'installe en Allemagne. De 1993 à 1999, elle joue en 1. Bundesliga pour le TuS Eintracht Minden (de) avant de clore sa carrière au SG Hessen Hersfeld (de), également en 1. Bundesliga. Elle vit depuis en Allemagne sous le nom Tamilla Büchner et entraîne notamment plusieurs clubs locaux,.

## Palmarès

### Club
compétitions internationales
- Coupe des clubs champions
  - Vainqueur (4) : 1985[6], 1986, 1987, 1988
  - Finaliste en 1989
- Coupe des vainqueurs de coupe (C2) :
  - Finaliste : 1991[réf. nécessaire]

compétitions nationales
- Vainqueur du Championnat d'Union soviétique (5) : 1984, 1985, 1986, 1987, 1988

### Sélection nationale
Championnat du monde
- Médaille d'or au Championnat du monde 1986
- Médaille d'or au Championnat du monde 1990

Autres
- Médaille d'or aux Goodwill Games de 1986

Championnat du monde junior
- Médaille d'or au Championnat du monde junior 1985
- Médaille d'or au Championnat du monde junior 1987